# Hyacinthoides mauritanica
Hyacinthoides mauritanica är en sparrisväxtart som först beskrevs av Peder Kofod Anker Schousboe, och fick sitt nu gällande namn av Franz Speta. Hyacinthoides mauritanica ingår i släktet klockhyacinter, och familjen sparrisväxter.

## Underarter
Arten delas in i följande underarter:
- H. m. mauritanica
- H. m. vincentina